# Rotbach (Schwarzenlachenbach)
Der Rotbach ist ein knapp zweieinhalb Kilometer langer Bach in der Sulzdorfer Stadtteilgemarkung von Schwäbisch Hall im Landkreis Schwäbisch Hall im nordöstlichen Baden-Württemberg, der zwischen Sulzdorf und dem zugehörigen Weiler Anhausen von links und insgesamt Westnordwesten in den unteren Schwarzenlachenbach mündet.

## Geographie

### Verlauf
Der Rotbach entsteht ca. 350 m südlich des Ortsrandes von Schwäbisch Hall-Matheshörlebach zwischen großen Feldern an einer Baumgruppe an dem west-östlich ziehenden Feldweg namens Hallweg in dessen Graben auf etwa 386 m ü. NHN. 
Er fließt neben dem Weg ostwärts und unterquert nach etwa einem halben Kilometer mit noch spärlicher und sogar teils aussetzender Wasserführung in einer noch sehr flachen Geländemulde die K 2601 Matheshörlebach-Sulzdorf. Jenseits setzt er als Feldweggraben seinen Lauf in derselben Richtung etwa anderthalb mal so lange weiter zwischen Feldern fort, nun begleitet von einer dünnen Kette von Bäumen, bis er die K 2627 Jagstrot–Sulzdorf in nun merklicherer Geländemulde gekreuzt hat.
Hiernach knicken Feldweg, Bachgraben und die sich nun stärker eintiefende Talmulde nach Südosten ab. Einen halben Kilometer weiter kreuzt die Stichstraße von Sulzdorf nach Hohenstadt im Nordosten den Lauf. Danach verbreitert sich das Begleitgehölz zu einem schmalen Auwaldstreifen zwischen einem neueren Siedlungsgebiet am Sulzdorfer Ortsrand um die Ringstraße Am Rotbach rechts und einem Aussiedlerhof oben auf dem linken Hang Asmusrain. Auf diesem Abschnitt, nun ohne Begleitung durch einen befestigten Weg, laufen unter den hohen Erlen dem dort bis meterbreiten, etwas mäandrierenden und bis zu zwei Metern in seinen Kerbtalgrund eingetieften Bachbett einige Dränagen zu, an deren Mündung sich Sinterkalk abgelagert hat.
Schon nach weniger als einem halben Kilometer endet dieser weglose Abschnitt, und der Bach läuft danach rechts der öffentlichen Verbindungsstraße von Sulzdorf nach Anhausen, die dort über sein Tal in das des Schwarzenlachenbachs absteigt. Der Bach stürzt dort mehrfach über durch Sinteranlagerungen rundbucklig gewordene, bis zwei Meter hohe Stufen hinab, rechts begleitet ihn nun Hangwald, links eine zuwachsende Böschung. Nach gut zweihundert Metern dieses steilsten Talabschnitts mündet der Rotbach auf knapp 339,9 m ü. NHN von links in den zuletzt von Südwesten nahenden Schwarzenlachenbach, der nach weniger als einem Kilometer danach östlichen Restlaufs in Anhausen in die Bühler einfließt.
Der Rotbach fließt nach einem etwa 2,3 km langen Lauf mit mittlerem Sohlgefälle von etwa 20 ‰ rund 46 Höhenmeter unterhalb seines Ursprungs dem Schwarzenlachenbach zu.

### Einzugsgebiet
Der Rotbach hat ein etwa 1,6 km² großes Einzugsgebiet, das naturräumlich ganz zum Unterraum Haller Ebene der Hohenloher und Haller Ebene zählt. Der mit etwa 399 m ü. NHN höchste Punkt darin liegt an der Nordostecke südlich von Jagstrot. Das bis auf die untere Bachklinge recht flache Gebiet wird größtenteils in großen Feldern ackerbaulich genutzt, die Besiedlung beschränkt sich auf einige ältere Häuser am Nord- und Nordostrand von Sulzdorf und vor allem auf die neuere Siedlung rechts des Unterlaufs um die Straße Am Rotbach.
Im größten Teil des Einzugsgebietes steht der Lettenkeuper (Erfurt-Formation) an, in dem der Bach entsteht und bis in den weglosen Abschnitt zwischen Hohenstädter und Anhäuser Straße verbleibt, wo er dann in den Oberen Muschelkalk wechselt, in dem er auch mündet. Im Rechtsbogen des Baches liegt am Nordrand von Sulzdorf Gipskeuper (Grabfeld-Formation), mit einer kleinen Lösssediment-Insel aus quartärer Ablagerung darauf nahe der Sporthalle. Ein längerer Streifen von Lösssediment liegt auf dem flachen linken Talhang ab dem Mittellauf. Oben auf dem Mündungssporn zum Schwarzenlachenbach sitzt ein kleiner aufgelassener Muschelkalkbruch mit allenfalls fünf Meter hoher Abbauwand und kleinem Steinbruchweiher Küstnersgumpen. Auch unten am Sporn in auffällig tiefer Tallage zeichnet die Topographische Karte eine Abbauwand ein; in der Natur sieht man dort vom oberen Steinbruch abwärts vor allem viel Felsgeröll liegen, das einen früheren Abbau verdecken mag.
Reihum konkurrieren die folgenden Nachbarbäche:
- im Nordwesten der Matheshörlebach durch den gleichnamigen Weiler über den Rössbach zum Otterbach, dem nächsten großen Bühlerzufluss nach dem Schwarzenlachenbach,
- im Nordosten ein namenloser, abschnittsweise versickernder Kleinbach zur Bühler,
- im Osten der ebenfalls kleine Eichenäckerbach zur Bühler,
- im Süden der Schwarzenlachenbach oberhalb der Rotbach-Mündung und
- im Südwesten dessen voriger linker Zufluss Rohrwiesenbach.

### Zuflüsse und Seen
Liste der Zuflüsse und  Seen von der Quelle zur Mündung. Gewässerlänge, Seefläche, Einzugsgebiet und Höhe nach den entsprechenden Layern auf der Onlinekarte der LUBW. Andere Quellen für die Angaben sind vermerkt.
Ursprung des Rotbachs auf etwa 386 m ü. NHN ca. 350 m südlich des Ortsrandes von Schwäbisch Hall-Matheshörlebach an einer Baumgruppe an einem west-östlich ziehenden Feldweg. Der Bach fließt anfangs ostwärts.
- (Feldweggraben von der Jagstroter Straße), von rechts und Westen auf etwa 376 m ü. NHN ca. 200 Meter vor der Hohenstadter Straße, ca. 0,2 km. Entsteht auf etwa 383 m ü. NHN. Unbeständig.
- (Feldweggraben von der Jagstroter Straße), von rechts und Westen auf etwa 373 m ü. NHN weniger Schritte vor der Hohenstadter Straße, ca. 0,3 km. Entsteht auf etwa 385 m ü. NHN. Unbeständig.
- (Hangrinnsal vom Asmusrain), von links und Nordosten auf etwa 365 m ü. NHN am Eintritt der Anhäuser Straße in die Rotbach-Klinge, über 0,1 km.  Entsteht auf etwa 378 m ü. NHN östlich des Aussiedlerhofes auf dem Ansmusrains. Unbeständiger Abfluss in einer Feldhecke.
- Auf etwa 365 m ü. NHN liegt in einem aufgelassenen kleinen Steinbruch der oberflächlich abflusslose Küstnersgumpen oben auf dem Mündungssporn des Rotbachs zum Schwarzenlachenbach, unter 0,1 ha. Nach der amtlichen Gewässerkarte zweiteilig, in der Natur findet man aber einen zusammenhängenden Teich vor.

Mündung des Rotbachs von links und zuletzt Nordwesten auf knapp 339,9 m ü. NHN bei neben der Straße Sulzdorf–Anhausen in den unteren Schwarzenlachenbach. Der Bach ist 2,3 km lang und hat ein ca, 1,6 km² großes Einzugsgebiet.
Auf einer älteren topographischen Karte fließt dem Rotbach von Südsüdwesten kurz vor seinem Laufknick nach Südosten ein etwa 0,4 km langer Bach in einem Wiesenstreifen zu, von denen in den heutigen Feldern aber nichts mehr zu finden ist. Offenbar wurde im Zusammenhang mit der großflächigen Flurbereinigung auch stark dräniert und dieser kleine Bach dabei in den Untergrund verlegt.

## Natur und Schutzgebiete
Fast das ganze Einzugsgebiet des Rotbachs ist eine ausgeräumte Ackerbaulandschaft. Die Talmulde ab der Hohenstadter Straße gehört zum Landschaftsschutzgebiet Bühlertal zwischen Vellberg und Geislingen mit Nebentälern und angrenzenden Gebieten.

### LUBW
Amtliche Online-Gewässerkarte mit passendem Ausschnitt und den hier benutzten Layern: Lauf und Einzugsgebiet des Rotbachs

Allgemeiner Einstieg ohne Voreinstellungen und Layer: Daten- und Kartendienst der Landesanstalt für Umwelt Baden-Württemberg (LUBW) (Hinweise)
1. 1 2 3  Höhe nach dem Höhenlinienbild auf dem Hintergrundlayer Topographische Karte.
2. 1 2  Höhe nach schwarzer Beschriftung auf dem Hintergrundlayer Topographische Karte.
3. 1 2  Länge nach dem Layer Gewässernetz (AWGN).
4. 1 2  Einzugsgebiet abgemessen auf dem Hintergrundlayer Topographische Karte.
5. ↑  Länge abgemessen auf dem Hintergrundlayer Topographische Karte.
6. ↑  Seefläche nach dem Layer Stehende Gewässer.
7. ↑  Schutzgebiete nach den einschlägigen Layern.

### Andere Belege
1. ↑  Wolf-Dieter Sick: Geographische Landesaufnahme: Die naturräumlichen Einheiten auf Blatt 162 Rothenburg o. d. Tauber. Bundesanstalt für Landeskunde, Bad Godesberg 1962. → Online-Karte (PDF; 4,7 MB)
2. ↑  Geologie nach den Layern zu Geologische Karte 1:50.000 auf: Mapserver des Landesamtes für Geologie, Rohstoffe und Bergbau (LGRB) (Hinweise)
3. ↑  Siehe dass Meßtischblatt 6825 Ilshofen von 1937 in der Deutschen Fotothek